# Oberfinanzdirektion Nordrhein-Westfalen
Die Oberfinanzdirektion Nordrhein-Westfalen (abgekürzt: OFD) nimmt die landesweiten Aufgaben im Bereich Steuerfestsetzung und -erhebung wahr und übt die Fachaufsicht über rund 130 Finanzämter des Landes aus. Zudem leitet die Bauabteilung die Fachaufsicht über die zivilen und militärischen Baumaßnahmen des Bundes, der Gaststreitkräfte, der NATO sowie Baumaßnahmen Dritter, die von den Niederlassungen des Bau- und Liegenschaftsbetriebs Nordrhein-Westfalen auf operativer Ebene durchgeführt werden.

## Standorte
Die Oberfinanzdirektion Nordrhein-Westfalen hat zwei gleichberechtigte Standorte: den Dienstsitz Münster (bis Mitte April 2016 in der ehemaligen OFD Münster, seitdem im Neubau am Albersloher Weg 250) und den Dienstsitz Köln (zunächst am Standort der ehemaligen OFD Rheinland, nun Tunisstr. 23 50667 Köln). Daneben gibt es zwei Außenstellen in Düsseldorf.